# شيان (جمهورية الصين الشعبية)
شيان (بالصينية: 十堰市 )‏ هي مدينة على مستوى محافظة، في جمهورية الصين الشعبية، تتبع خوبي، تبلغ مساحتها 1,022 كيلومتر مربع، رمزها البريدي هو 442000.

## مدن توأم
المدن التوأم:
- كرايوفا.

## التقسيمات الإدارية
- Maojian, Shiyan [الإنجليزية]‏
- Zhangwan, Shiyan [الإنجليزية]‏
- Yunyang, Shiyan [الإنجليزية]‏
- Yunxi County [الإنجليزية]‏
- Zhushan County [الإنجليزية]‏
- Zhuxi County [الإنجليزية]‏
- Fang County [الإنجليزية]‏
- دانجيانجكو  [لغات أخرى]‏.